# Magda Gregori Borrell
Magda Gregori Borrell (Vilamajor, Àger, la Noguera, 27 de juliol de 1993) és una periodista, politòloga i escriptora catalana.

## Trajectòria
Va cursar els graus de Periodisme i Ciències Polítiques i de l'Administració a la Universitat Pompeu Fabra. S'inicià en el periodisme local, presentant el programa "Qui t'ho ha dit" de Ràdio Balaguer. Més endavant, ha exercit de cap de redacció del magazín digital La Mira, ha col·laborat com a analista al setmanari polític El Temps, al programa Més 324 -del canal informatiu 3/24 de TVC-, al setmanari La República i a El Punt Avui TV, entre d'altres. També ha col·laborat amb la Xarxa de Televisions Locals, on ha presentat el programa "Vull una resposta". Ha coordinat la redacció del portal d'informació dels Països Catalans Racó Català.

## Reconeixements
L'any 2018 fou l'encarregada de fer el Pregó de Festa Major a la ciutat de Balaguer.

## Publicacions
- L'any 2013 va publicar el llibre Tan lluny, tan a prop. 1973-1983. Els anys de la transició a Balaguer.[3]
- El 2017 publicà «Josep Fontana: “Durant la transició, el franquisme va pactar la seva pròpia supervivència”. Una conversa amb Joan Tardà», recollit a la revista Eines per a l'esquerra nacional.[4]
- El febrer del 2020 va publicar Pere Aragonès, l'independentisme pragmàtic, una obra que analitza el perfil biogràfic del llavors vicepresident del govern català, Pere Aragonès.[5][6]
- El gener de 2021 va publicar Salut! La vida amb elles amb Editorial Fonoll, on fa 13 entrevistes a professionals de l’àmbit de la salut.[7]
- Al setembre de 2022 sota el segell Enciclopèdia va publicar Aquell octubre: els protagonistes anònims de l’1-O[8]